# Akira Asada
Akira Asada (jap. 浅田 彰, Asada Akira, * 23. März 1957 in Kōbe) ist ein japanischer Ökonom, Philosoph und Kulturkritiker.
Asada studierte an der Universität Kyōto, wo er nach Abschluss des Studiums am Institut für Wirtschaftsforschung unterrichtete.  Später leitete er die Graduate School der Kyōto University of Art and Design. Er gilt als prominenter Vertreter der japanischen postmodernen Philosophie der 1980er Jahre. Er debütierte 1983 mit der Schrift Kōzō to chikara: Kigōron o koete (構造と力 記号論を超えて, „Struktur und Leistung. Über die Semiotik hinaus“). 1984 folgte sein bekanntestes Werk Tōsōron: Sukizo kizzu no bōken (逃走論 スキゾ・キッズの冒険, „Erörterungen zum Prinzip der Flucht. Die Abenteuer der Schizo-Kids“). 1994 erschien Rekishi no owari (歴史の終わり, „Ende der Geschichte“) und 1999 der Nachfolger „Rekishi no owari“ o koete (「歴史の終わり」を超えて, „Nach dem ‚Ende der Geschichte‘“), im Folgejahr Eiga no seikimatsu (映画の世紀末, „Das Ende des Jahrhunderts des Kinos“). Mit Karatani Kōjin gab er bis 2002 das Journal Hihyōkūkan heraus.

## Quelle
- Francis Mulhern: "Lives on the Left: A Group Portrait", Verso Books, 2011, ISBN 978-1-84467-699-6, S. 278 ff

| Personendaten    | Personendaten                    |
| ---------------- | -------------------------------- |
| NAME             | Asada, Akira                     |
| ALTERNATIVNAMEN  | 浅田彰 (japanisch)               |
| KURZBESCHREIBUNG | japanischer Ökonom und Philosoph |
| GEBURTSDATUM     | 23. März 1957                    |
| GEBURTSORT       | Kōbe                             |